# Massignac
Massignac (Massinhac en limousin, dialecte occitan) est une commune du Sud-Ouest de la France, située dans le département de la Charente (région Nouvelle-Aquitaine).

## Géographie

### Localisation et accès
Massignac est une commune située à l'est de la Charente, en Charente limousine, entre La Rochefoucauld et Rochechouart et limitrophe de la Haute-Vienne. Elle est sur le versant ouest de la vallée de la Haute Charente.
Elle est à 14 km à l'ouest de Rochechouart, 21 km à l'est de La Rochefoucauld, 41 km d'Angoulême, 47 km de Limoges, 26 km de Confolens, et 8 km à l'est de Montembœuf, le chef-lieu de son canton.
Elle est principalement traversée par la D 13, route d'Angoulême à Limoges par Rochechouart, au bord de laquelle le bourg est situé. Le bourg est aussi dynamique et important que son chef-lieu de canton.
D'autres routes départementales de moindre importance relient la commune à celles alentour. La D 163 va au nord-est vers Chabanais et au sud à Sauvagnac et Roussines en direction de Montbron ; la D 163bis va vers Les Salles-Lavauguyon en Haute-Vienne. La D 52 va au nord vers Lésignac et La Péruse. La D 94 va au nord-ouest vers Cherves-Châtelars et Chasseneuil.
De nombreuses routes communales desservent aussi les hameaux.

### Hameaux et lieux-dits
De nombreux hameaux occupent la commune : Mariaux, Lafont, le Cluzeau, Noyers, le Grand Village, et des hameaux plus petits (Servolles, les Grassias, le Petit Village, Portebœuf, etc.).

### Communes limitrophes
| Mouzon     | Lésignac-Durand | Pressignac                           |
|            | Massignac       | Verneuil                             |
| Le Lindois | Sauvagnac       | Les Salles-Lavauguyon (Haute-Vienne) |

### Géologie et relief
La commune est située sur les terrains granitiques et métamorphiques de la bordure occidentale du Massif central, qui occupe le quart oriental de la Charente et qu'on appelle Charente limousine. On trouve principalement du gneiss.
Une poche d'argile sableuse d'origine tertiaire est aussi située sur le plateau à l'ouest du Grand Village,,.
La commune se trouve aussi dans l'emprise du cratère de la météorite de Rochechouart, et on trouve des bréches qui servent de matériau de construction.
Le relief est celui des hauts plateaux du Limousin. Le point culminant, 290 m se situe au sud, mais une grande partie de la commune se trouve dans les 270 m d'altitude. Le point le plus bas, 218 m, est le lac du Mas Chaban sur la Moulde au nord de la commune. Le lac de Lavaud, au nord-est, est aussi à cette altitude.

### Hydrographie

#### Réseau hydrographique
La commune est située dans le bassin versant de la Charente au sein du Bassin Adour-Garonne. Elle est drainée par la Charente, la Moulde, le Turlut, le ruisseau de l'étang de la Grange, le ruisseau du Cluzeau, le ruisseau du Mas de Lépi et par divers petits cours d'eau, qui constituent un réseau hydrographique de 24 km de longueur totale,.
La Moulde, un des premiers affluents de la Charente sur sa rive gauche, traverse la commune du sud au nord. La Moulde donne naissance au lac du Mas Chaban, lac artificiel dont la partie amont est sur la commune, entre le bourg et Servolles, et la D 13 en direction de Verneuil en traverse l'extrémité.
La Charente elle-même, qui prend sa source non loin à Chéronnac (Haute-Vienne), fait la limite communale à l'extrême nord-est avec Pressignac. Elle est occupée par la partie centrale du lac de Lavaud, deuxième lac artificiel de la Haute Charente.
Des ruisseaux se jettent dans la Moulde. D'amont en aval, on a le ruisseau du Cluzeau et le ruisseau du Mas de l'Épi en limite nord.
De nombreux étangs occupent aussi la commune. En plus des deux lacs de Haute-Charente, on a un chapelet d'étangs sur la Moulde en amont du bourg, qu'on appelle les Étangs, et de nombreuses petites retenues sur les affluents de la Moulde.

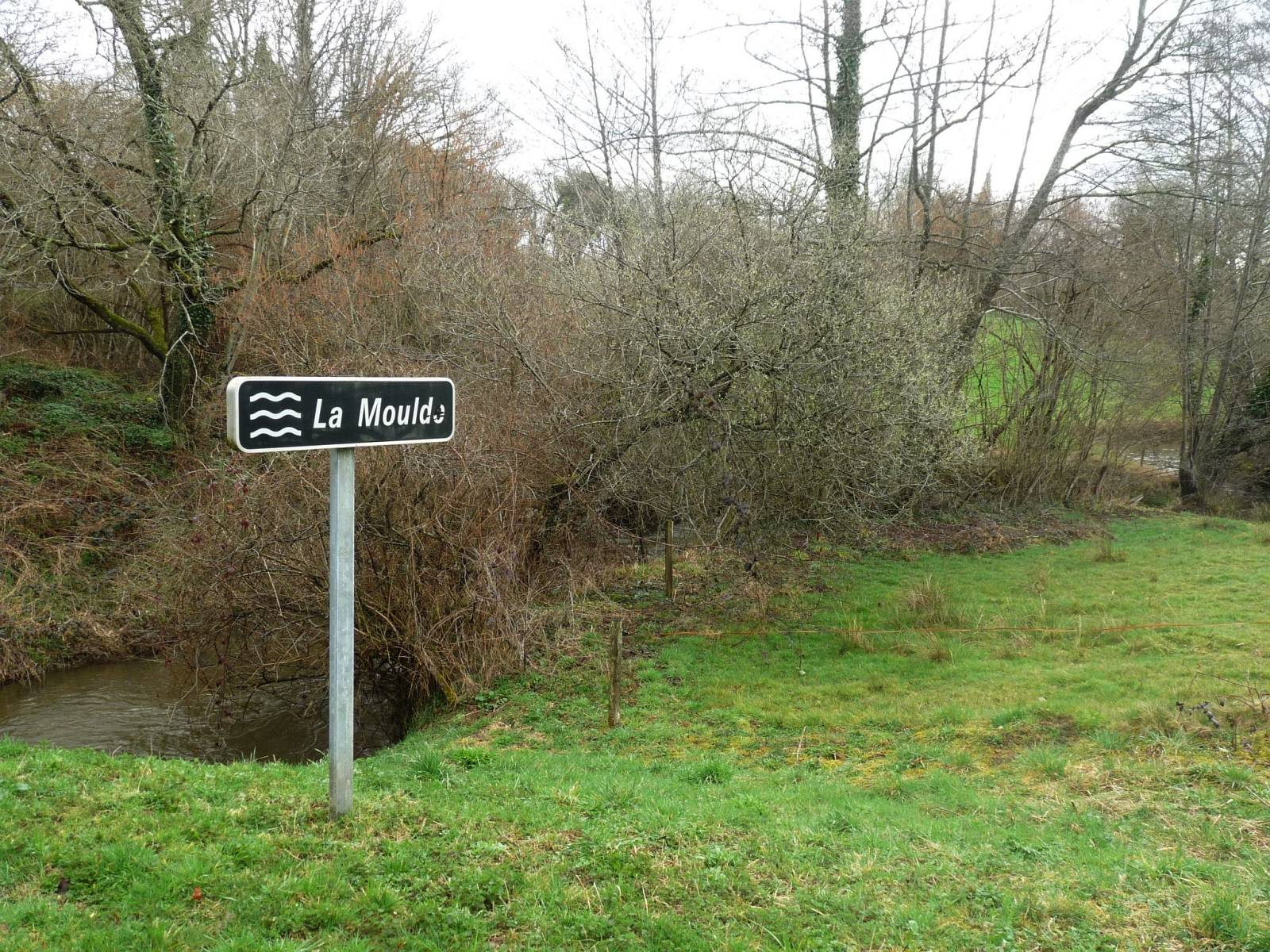
La Moulde en amont du lac.
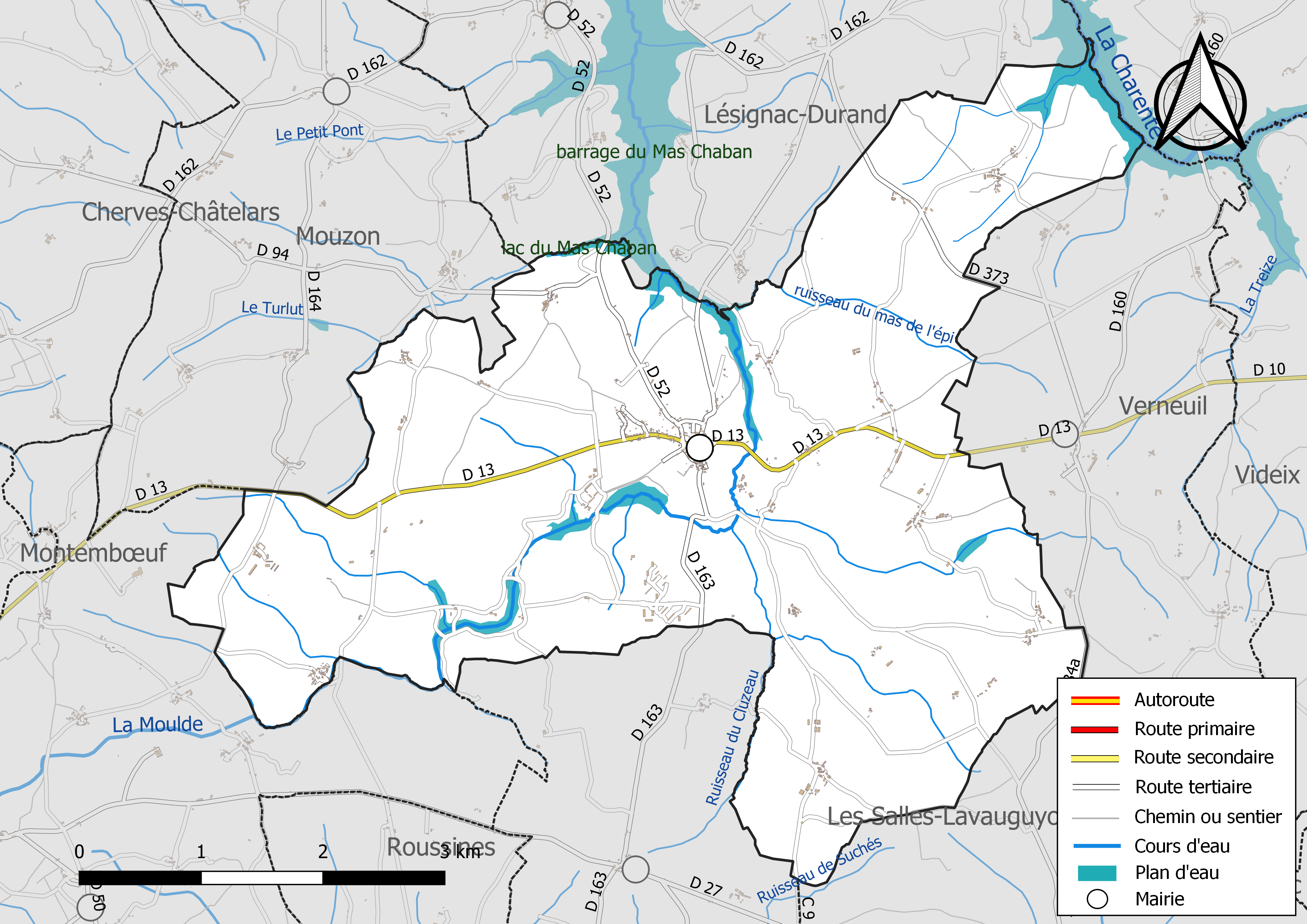
Réseaux hydrographique et routier de Massignac.

#### Gestion des eaux
Le territoire communal est couvert par le schéma d'aménagement et de gestion des eaux (SAGE) « Charente ». Ce document de planification, dont le territoire correspond au bassin de la Charente, d'une superficie de 9 300 km2, a été approuvé le 19 novembre 2019. La structure porteuse de l'élaboration et de la mise en œuvre est l'établissement public territorial de bassin Charente. Il définit sur son territoire les objectifs généraux d’utilisation, de mise en valeur et de protection quantitative et qualitative des ressources en eau superficielle et souterraine, en respect des objectifs de qualité définis dans le troisième SDAGE  du Bassin Adour-Garonne qui couvre la période 2022-2027, approuvé le 10 mars 2022.

### Climat
Comme toute la Charente limousine, le climat est océanique dégradé. La température est plus basse et les précipitations plus nombreuses que dans le reste de la Charente.

### Végétation
La commune est assez boisée, environ 30 %, et le terrain est surtout occupé par du bocage propice à l'élevage, principalement de la vache limousine mais aussi des ovins.

## Urbanisme

### Typologie
Au 1er janvier 2024, Massignac est catégorisée commune rurale à habitat dispersé, selon la nouvelle grille communale de densité à 7 niveaux définie par l'Insee en 2022.
Elle est située hors unité urbaine et hors attraction des villes,.

### Occupation des sols
L'occupation des sols de la commune, telle qu'elle ressort de la base de données européenne d’occupation biophysique des sols Corine Land Cover (CLC), est marquée par l'importance des territoires agricoles (79,2 % en 2018), en augmentation par rapport à 1990 (78,3 %). La répartition détaillée en 2018 est la suivante : 
prairies (46,6 %), zones agricoles hétérogènes (25,3 %), forêts (14,7 %), terres arables (7,3 %), eaux continentales (4,4 %), zones urbanisées (1,2 %), milieux à végétation arbustive et/ou herbacée (0,5 %). L'évolution de l’occupation des sols de la commune et de ses infrastructures peut être observée sur les différentes représentations cartographiques du territoire : la carte de Cassini (XVIIIe siècle), la carte d'état-major (1820-1866) et les cartes ou photos aériennes de l'IGN pour la période actuelle (1950 à aujourd'hui).

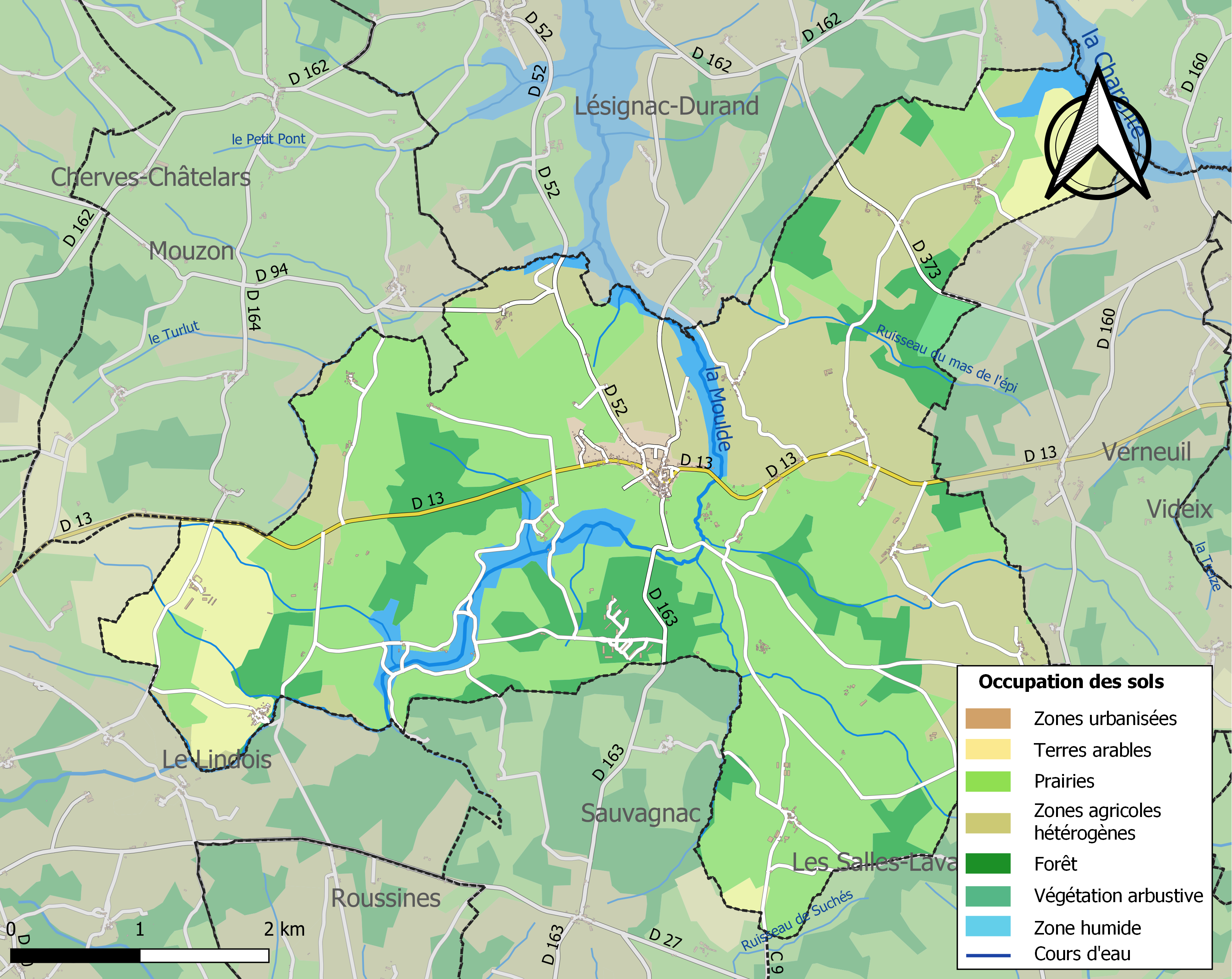
Carte des infrastructures et de l'occupation des sols de la commune en 2018 (CLC).

### Risques majeurs
Le territoire de la commune de Massignac est vulnérable à différents aléas naturels : météorologiques (tempête, orage, neige, grand froid, canicule ou sécheresse) et séisme (sismicité faible). Il est également exposé à un risque particulier : le risque de radon. Un site publié par le BRGM permet d'évaluer simplement et rapidement les risques d'un bien localisé soit par son adresse soit par le numéro de sa parcelle.

#### Risques naturels

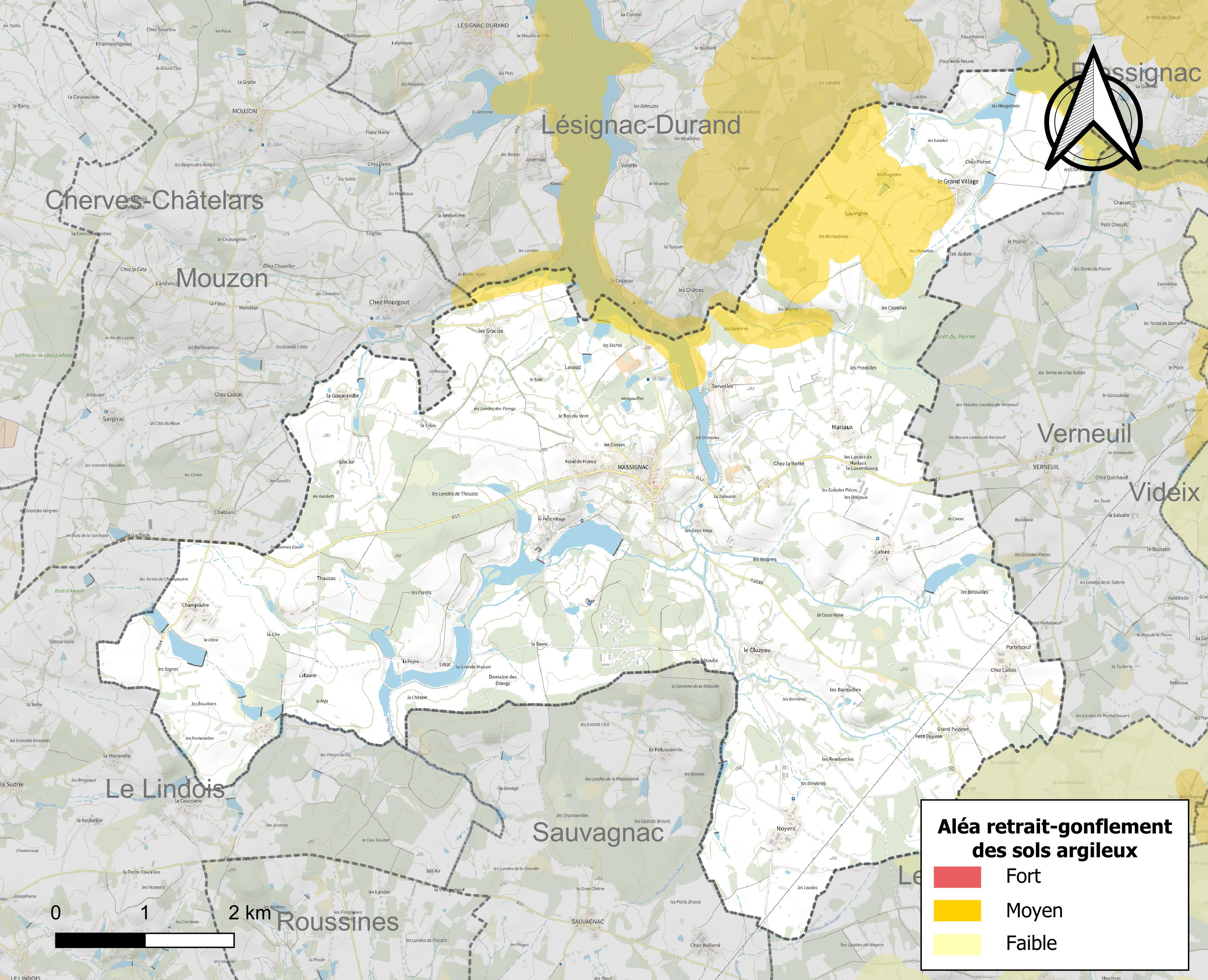
Carte des zones d'aléa retrait-gonflement des sols argileux de Massignac.

Le retrait-gonflement des sols argileux est susceptible d'engendrer des dommages importants aux bâtiments en cas d’alternance de périodes de sécheresse et de pluie. 8,5 % de la superficie communale est en aléa moyen ou fort (67,4 % au niveau départemental et 48,5 % au niveau national). Sur les 317 bâtiments dénombrés sur la commune en 2019,  5 sont en aléa moyen ou fort, soit 2 %, à comparer aux 81 % au niveau départemental et 54 % au niveau national. Une cartographie de l'exposition du territoire national au retrait gonflement des sols argileux est disponible sur le site du BRGM,.
Par ailleurs, afin de mieux appréhender le risque d’affaissement de terrain, l'inventaire national des cavités souterraines permet de localiser celles situées sur la commune.
La commune a été reconnue en état de catastrophe naturelle au titre des dommages causés par les inondations et coulées de boue survenues en 1982, 1983 et 1999. Concernant les mouvements de terrains, la commune a été reconnue en état de catastrophe naturelle au titre des dommages causés par des mouvements de terrain en 1999.

#### Risque particulier
Dans plusieurs parties du territoire national, le radon, accumulé dans certains logements ou autres locaux, peut constituer une source significative d’exposition de la population aux rayonnements ionisants. Certaines communes du département sont concernées par le risque radon à un niveau plus ou moins élevé. Selon la classification de 2018, la commune de Massignac est classée en zone 3, à savoir zone à potentiel radon significatif.

## Toponymie
Le nom est attesté sous la forme Massinhaco (non datée).
L'origine du nom de Massignac remonterait à un nom de personne gallo-romain Massinius, dérivant de Massius, auquel est apposé le suffixe -acum, ce qui correspondrait à Massiniacum, « domaine de Massinius ».

### Langues
La commune est dans la partie occitane de la Charente qui en occupe le tiers oriental, et le dialecte est limousin. Elle se nomme Massinhac en occitan.

## Histoire
Les plus anciens registres paroissiaux remontent à 1658.
Sous l'Ancien Régime, Massignac était le siège d'une seigneurie qui appartenait à la famille Dauphin. Cette seigneurie dépendait du comté de La Rochefoucauld. Cependant, le fief des Étangs, pourtant situé dans la même paroisse, relevait de la principauté de Chabanais.
Au début du XXe siècle, l'industrie était représentée par la minoterie de Servolles, sur la Moulde, ainsi que l'exploitation du bois.
D'importantes foires se tenaient le 19 de chaque mois.

## Politique et administration

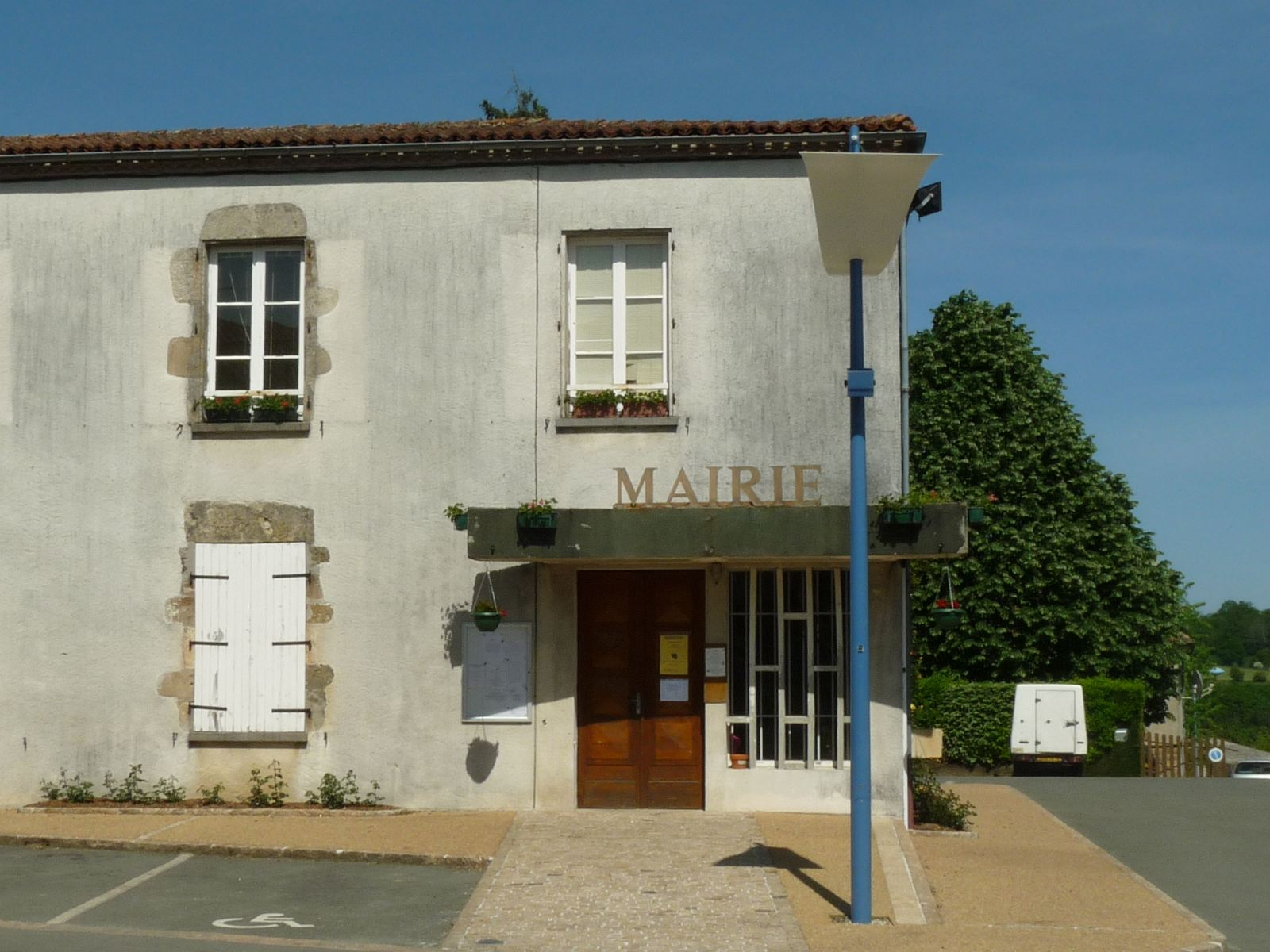
La mairie.

| Période                                  | Période  | Identité                | Étiquette          | Qualité                                                            |
| ---------------------------------------- | -------- | ----------------------- | ------------------ | ------------------------------------------------------------------ |
| Les données manquantes sont à compléter. |          |                         |                    |                                                                    |
|                                          |          | Louis de la Guéronnière | Ultraroyaliste     |                                                                    |
| Les données manquantes sont à compléter. |          |                         |                    |                                                                    |
| maire en 1945                            | ?        | Roger Besse             | Radical-socialiste | Médecin, conseiller général du canton de Montembœuf de 1945 à 1958 |
|                                          |          |                         |                    |                                                                    |
| juin 1995                                | En cours | Jean-Pierre Compain     | UMP-LR             | Agriculteur retraité                                               |

## Démographie

### Évolution démographique
L'évolution du nombre d'habitants est connue à travers les recensements de la population effectués dans la commune depuis 1793. Pour les communes de moins de 10 000 habitants, une enquête de recensement portant sur toute la population est réalisée tous les cinq ans, les populations de référence des années intermédiaires étant quant à elles estimées par interpolation ou extrapolation. Pour la commune, le premier recensement exhaustif entrant dans le cadre du nouveau dispositif a été réalisé en 2007.

En 2022, la commune comptait 368 habitants, en évolution de −6,12 % par rapport à 2016 (Charente : −0,48 %, France hors Mayotte : +2,11 %).
| 1793  | 1800  | 1806  | 1821  | 1831  | 1841  | 1846  | 1851  | 1856  |
| ----- | ----- | ----- | ----- | ----- | ----- | ----- | ----- | ----- |
| 1 090 | 1 142 | 1 062 | 1 220 | 1 110 | 1 165 | 1 266 | 1 279 | 1 286 |

| 1861  | 1866  | 1872  | 1876  | 1881  | 1886  | 1891  | 1896  | 1901  |
| ----- | ----- | ----- | ----- | ----- | ----- | ----- | ----- | ----- |
| 1 236 | 1 266 | 1 202 | 1 224 | 1 278 | 1 371 | 1 300 | 1 359 | 1 306 |

| 1906  | 1911  | 1921  | 1926  | 1931 | 1936 | 1946 | 1954 | 1962 |
| ----- | ----- | ----- | ----- | ---- | ---- | ---- | ---- | ---- |
| 1 379 | 1 287 | 1 115 | 1 030 | 993  | 987  | 928  | 751  | 780  |

| 1968 | 1975 | 1982 | 1990 | 1999 | 2006 | 2007 | 2012 | 2017 |
| ---- | ---- | ---- | ---- | ---- | ---- | ---- | ---- | ---- |
| 745  | 620  | 515  | 451  | 401  | 410  | 411  | 392  | 390  |

| 2022 | - | - | - | - | - | - | - | - |
| ---- | - | - | - | - | - | - | - | - |
| 368  | - | - | - | - | - | - | - | - |

### Pyramide des âges
La population de la commune est relativement âgée.
En 2018, le taux de personnes d'un âge inférieur à 30 ans s'élève à 20,3 %, soit en dessous de la moyenne départementale (30,2 %). À l'inverse, le taux de personnes d'âge supérieur à 60 ans est de 41 % la même année, alors qu'il est de 32,3 % au niveau départemental.
En 2018, la commune comptait 185 hommes pour 208 femmes, soit un taux de 52,93 % de femmes, légèrement supérieur au taux départemental (51,59 %).
Les pyramides des âges de la commune et du département s'établissent comme suit.
| Hommes | Classe d’âge | Femmes |
| ------ | ------------ | ------ |
| 1,6    | 90 ou +      | 2,0    |
| 16,4   | 75-89 ans    | 17,1   |
| 21,8   | 60-74 ans    | 22,9   |
| 22,8   | 45-59 ans    | 25,8   |
| 17,3   | 30-44 ans    | 11,6   |
| 7,6    | 15-29 ans    | 8,2    |
| 12,4   | 0-14 ans     | 12,5   |

| Hommes | Classe d’âge | Femmes |
| ------ | ------------ | ------ |
| 1      | 90 ou +      | 2,7    |
| 9,2    | 75-89 ans    | 12     |
| 20,6   | 60-74 ans    | 21,3   |
| 20,7   | 45-59 ans    | 20,3   |
| 16,8   | 30-44 ans    | 16     |
| 15,6   | 15-29 ans    | 13,4   |
| 16,1   | 0-14 ans     | 14,3   |

### Commerces

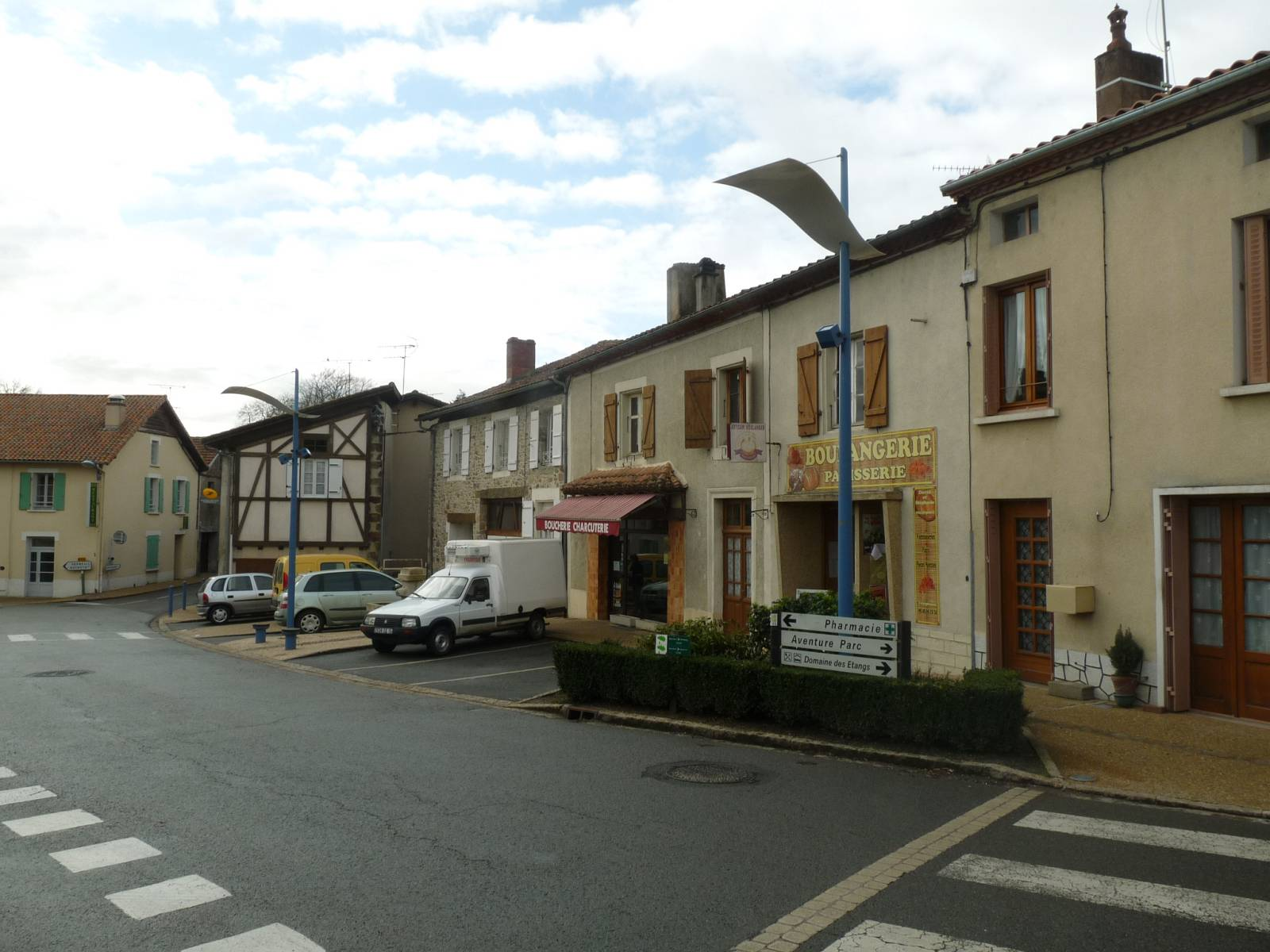
La place Centrale et ses commerces.

## Économie

### Tourisme

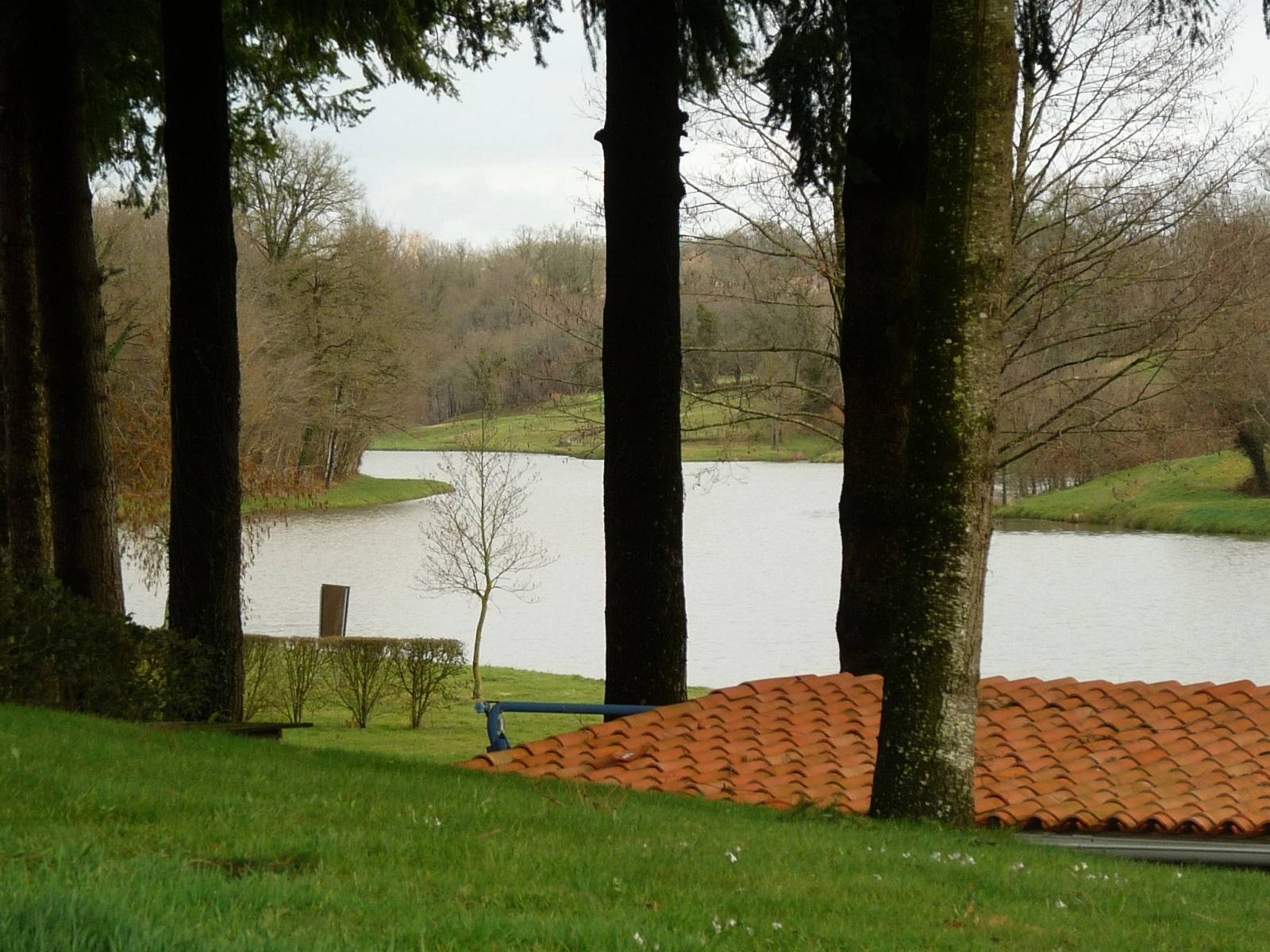
Le lac au pied du bourg.

- Le lac du Mas Chaban, sur la Moulde
- Le Domaine des Étangs est un resort qui s'étend sur plus de 1 000 hectares de forêts, pâturages et étangs. Il comprend le château aménagé en hôtel de luxe 5 étoiles et disposant de deux restaurants gastronomiques, dont l'un est étoilé au guide Michelin, un centre de bien-être et de relaxation ainsi qu'un espace d'art contemporain. Le Domaine des Étangs comprend aussi une ferme comprenant un élevage de cerfs et 850 vaches de race limousine[32].

## Équipements, services et vie locale

### Enseignement

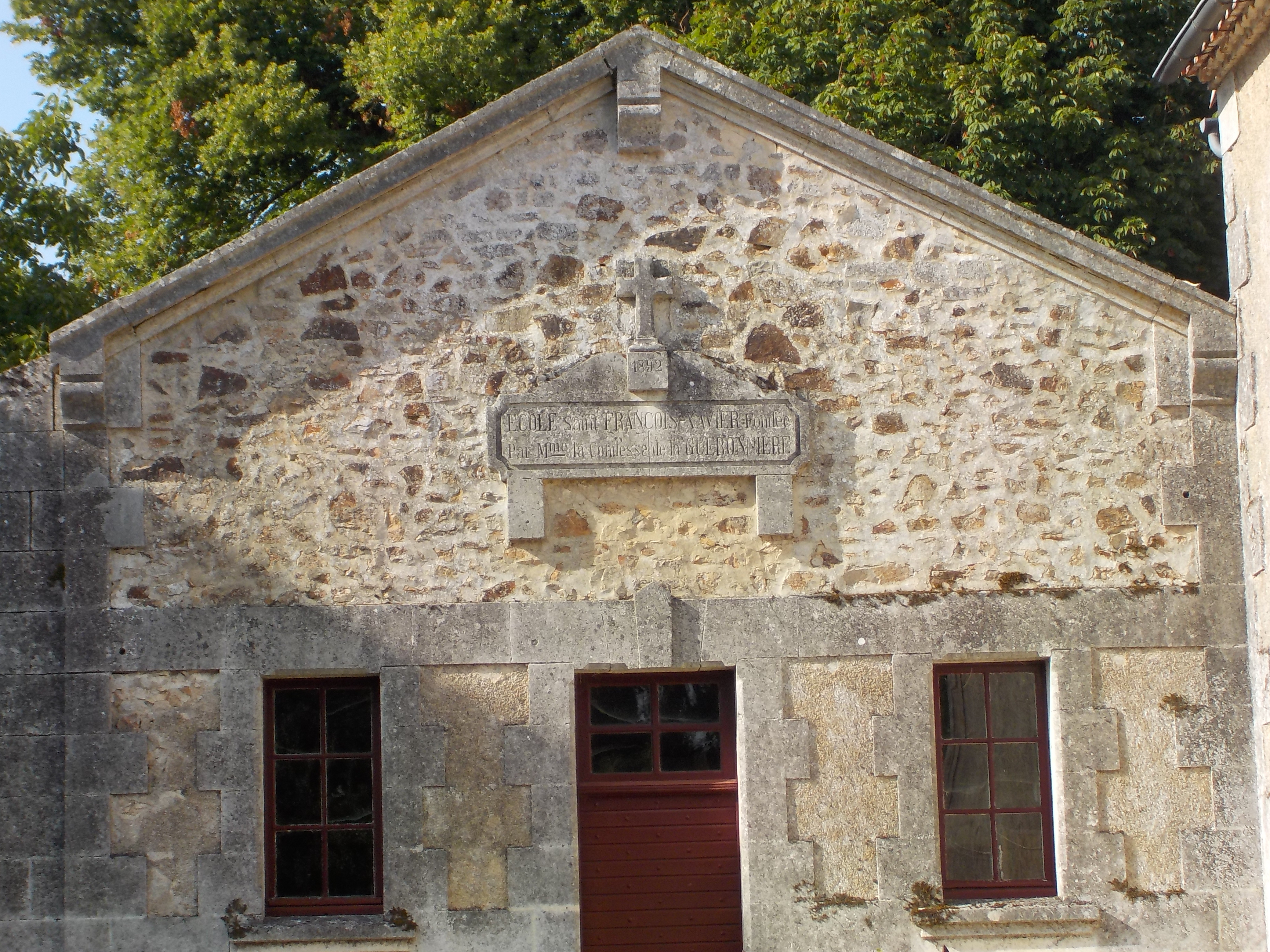
Massignac ancienne école catholique Saint-François-Xavier.

Massignac abritait une école catholique Saint-François-Xavier, fondée en 1892 par la comtesse de la Gueronnière.
L'école publique est un RPI entre Cherves-Châtelars, Lésignac-Durand et Massignac. Massignac accueille le primaire (école maternelle et école élémentaire), et Cherves et Lésignac les écoles élémentaires. L'école de Massignac comporte deux classe de maternelle et une élémentaire. Le secteur du collège est Montembœuf.

## Lieux et monuments
- Le dolmen de Thauzat : daté du Néolithique, est en propriété privée, dans un champ et situé en bord de D 13 à 2 km à l'ouest du bourg. Il a été classé monument historique en 1929[34].
- L'église Saint-Paul, avec son clocher élancé, est de style néo-gothique.
- Le château des Étangs appartenait à la principauté de Chabanais au XVIIe siècle. Il a fortement été remanié au XIXe siècle[35].

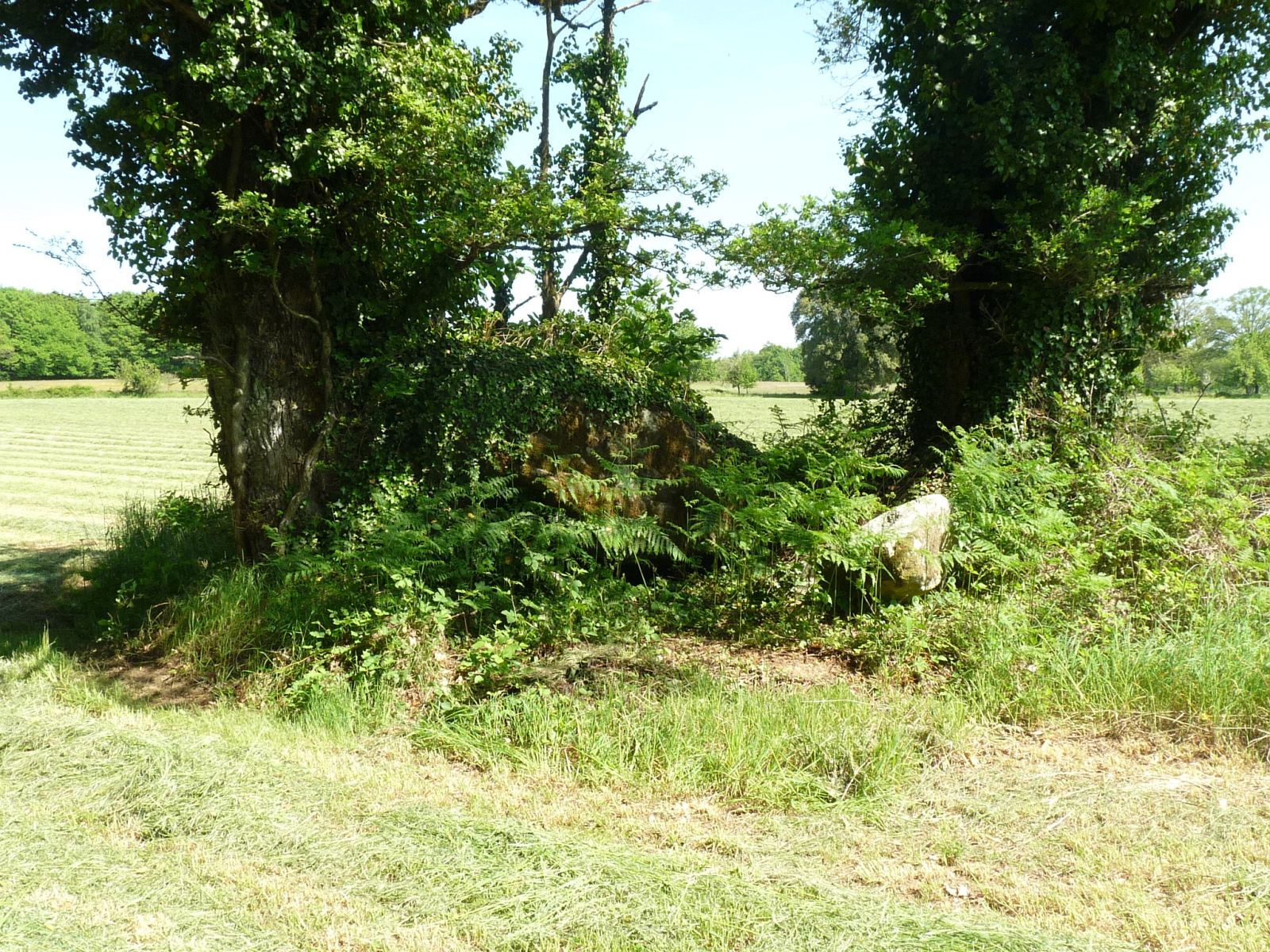
Dolmen de Thauzac.
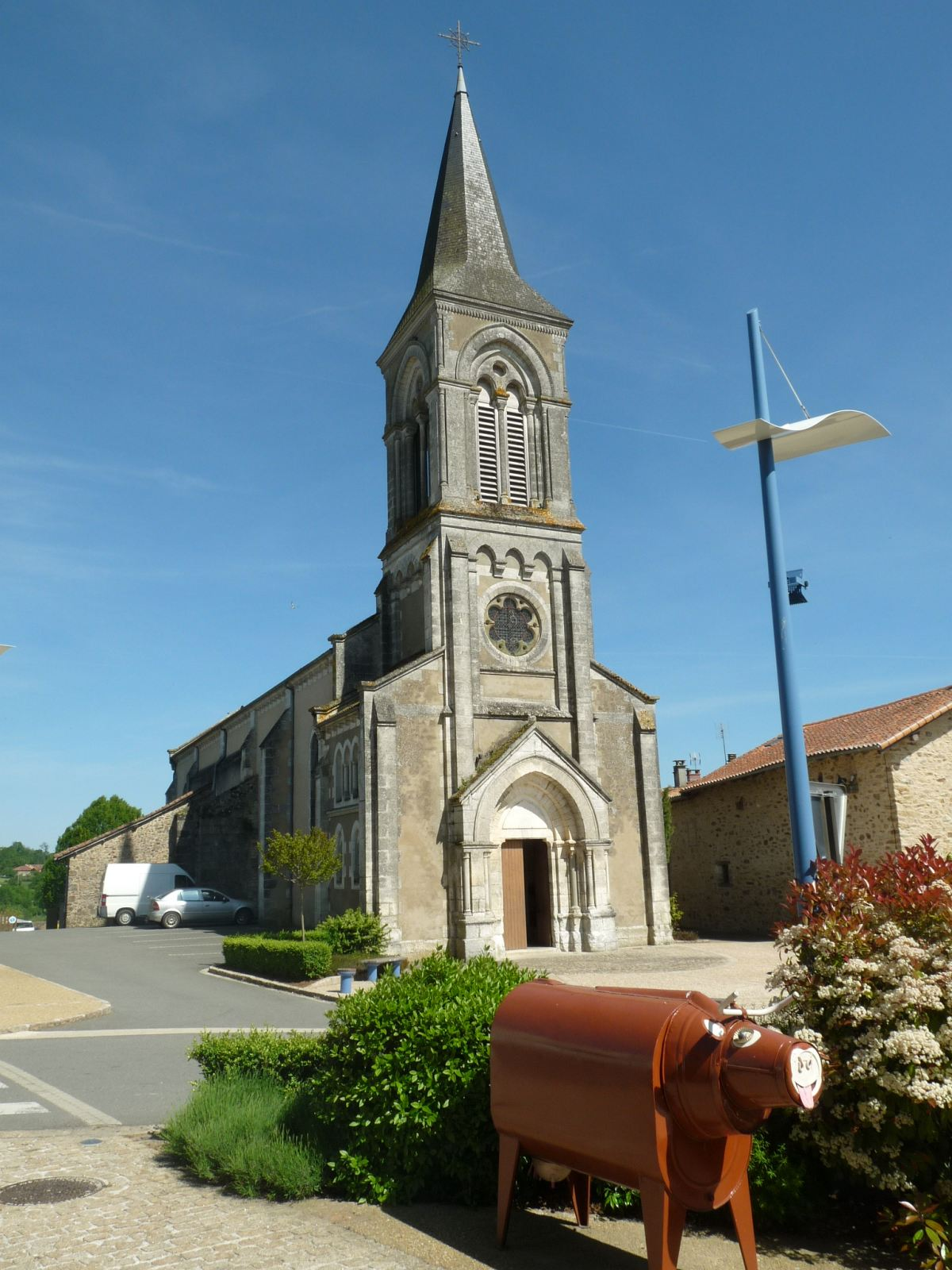
L'église Saint-Paul.

## Personnalités liées à la commune
- Henri Salomon, né le 21 mars 1831 à Massignac (Charente) et mort le 31 mai 1908, homme politique, député de la Vienne de 1876 à 1885.